# Мадейра
Вижте пояснителната страница за други значения на Мадейра.
Мадейра (на португалски: Madeira – дървесина) е архипелаг и автономен регион на Португалия, разположен в Атлантическия океан на северозапад от континента Африка.
Архипелаг Мадейра заема почти цялата територия на автономен регион Мадейра. Заселен е през ХV век.

## Архипелаг Мадейра
Отстои на 900 km югозападно от бреговете на Континентална Португалия и на 450 km северно от Тенерифе – най-големия от Канарските острови. Състои се от 2 обитаеми острова – Мадейра и Порту Санту и няколко необитаеми. Площта на целия архипелаг е 801 km², а само на остров Мадейра – 741 km². Главен град е Фуншал, намира се на остров Мадейра.
Островите представляват върхове на подводни вулкани с максимална височина до 1861 m на остров Мадейра. Климатът е океански, от средиземноморски тип. Годишната сума на валежите е до 740 mm, като има около 80 дъждовни дни годишно. Естествената растителност е представена от субтропична савана, а в планинските райони – лаврови гори.
Развито е плантационно земеделие, отглеждат се банани, лозя (известният сорт грозде Мадейра). Силно развити са курортни и туристически дейности.

## Архипелаг Селваженш
Автономният регион, който е част от Европейския съюз като специална територия на Европейския съюз, включва и малкия необитаем архипелаг Селваженш (Selvagens) с площ 2,73 км², отстоящ на 280 километра южно от архипелаг Мадейра и на 165 км северно от Канарските острови.
Понякога, поради административната му принадлежност към регион Мадейра, е причисляван към архипелаг Мадейра.

## Галерия
- Статуя на Жоао Зарко
- Район Курал даш Фрейраш, о. Мадейра
- Залез зад Пустинните острови
- Риф на островите Саваджи
- Дългият плаж в Порту Санту